# Crociati Rugby Football Club 2012-2013

## Eccellenza 2012-2013

### Stagione regolare
| Incontro                 | Andata | Ritorno |
| ------------------------ | ------ | ------- |
| Crociati — Rovigo        | 12-24  | 3-22    |
| Viadana — Crociati       | 37-9   | 35-23   |
| Crociati — San Donà      | 3-14   | 12-18   |
| Calvisano — Crociati     | 36-10  | 36-15   |
| Crociati — S.S. Lazio    | 16-17  | 11-34   |
| Crociati — I Cavalieri   | 6-29   | 0-13    |
| Mogliano — Crociati      | 46-3   | 43-8    |
| Crociati — Petrarca      | 6-15   | 19-52   |
| Fiamme Oro — Crociati    | 40-7   | 13-27   |
| Crociati — Reggio Emilia | 26-29  | 20-7    |
| L’Aquila — Crociati      | 29-25  | 9-13    |

#### Risultati della stagione regolare
| Posizione | G  | V | N | P  | PF  | PS  | DP   | B | Pt |
| --------- | -- | - | - | -- | --- | --- | ---- | - | -- |
| 11ª       | 22 | 3 | 0 | 19 | 274 | 598 | -324 | 4 | 16 |

### Spareggio retrocessione
| Incontro            | Risultato |
| ------------------- | --------- |
| Crociati — L’Aquila | 21-15     |

## Trofeo Eccellenza 2012-13

### Prima fase
| Incontro            | Andata | Ritorno |
| ------------------- | ------ | ------- |
| Viadana — Crociati  | 31-3   | 26-0    |
| Crociati — San Donà | 23-20  | 13-17   |
| Petrarca — Crociati | n.d.   | 22-6    |

#### Risultati della prima fase
| Posizione | G | V | N | P | PF | PS  | DP  | B | Pt |
| --------- | - | - | - | - | -- | --- | --- | - | -- |
| 4ª        | 5 | 1 | 0 | 4 | 45 | 116 | -71 | 1 | 5  |